# 霍爾巴夫鄉

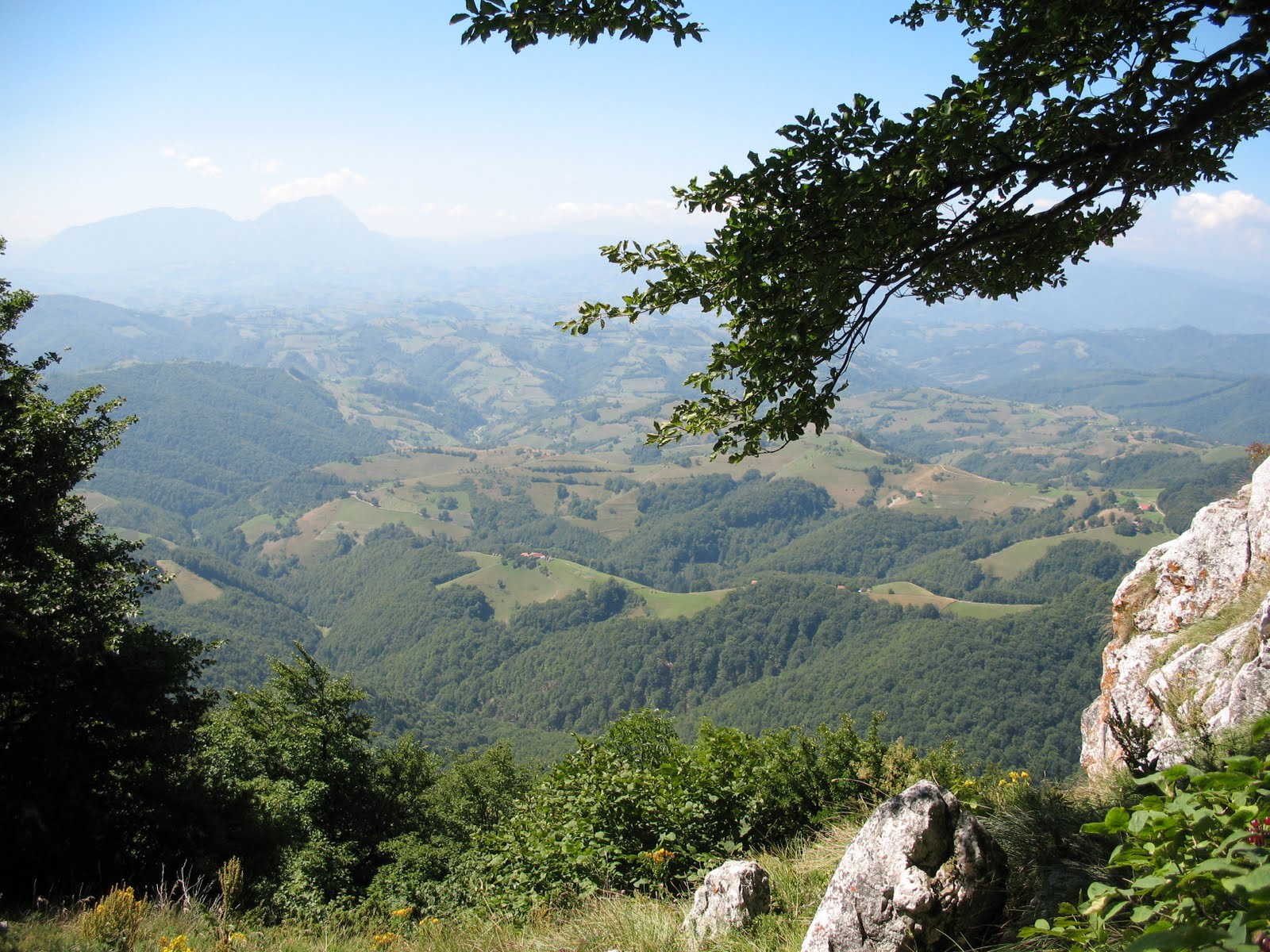

45°39′N 25°23′E / 45.650°N 25.383°E
霍爾巴夫鄉（羅馬尼亞語：Comuna Holbav, Brașov），是羅馬尼亞的鄉份，位於該國中部，由布拉索夫縣負責管轄，面積21平方公里，海拔高度717米，2007年人口1,287，人口密度每平方公里61人。